# Герцог Македа

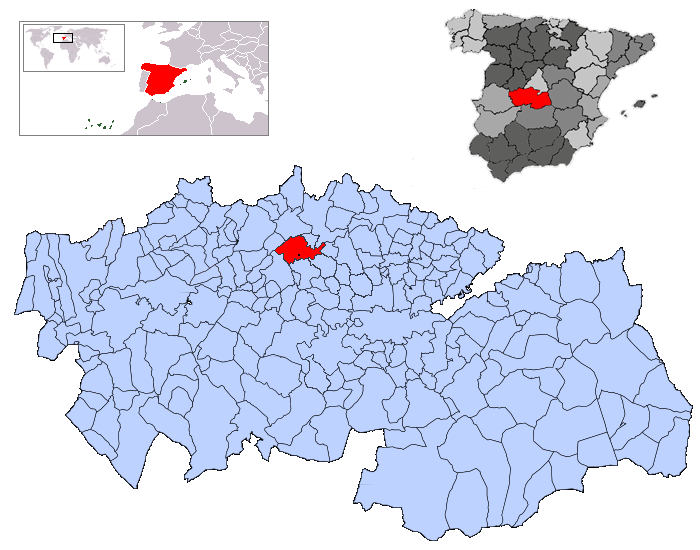
Расположение города Македа, провинция Толедо.

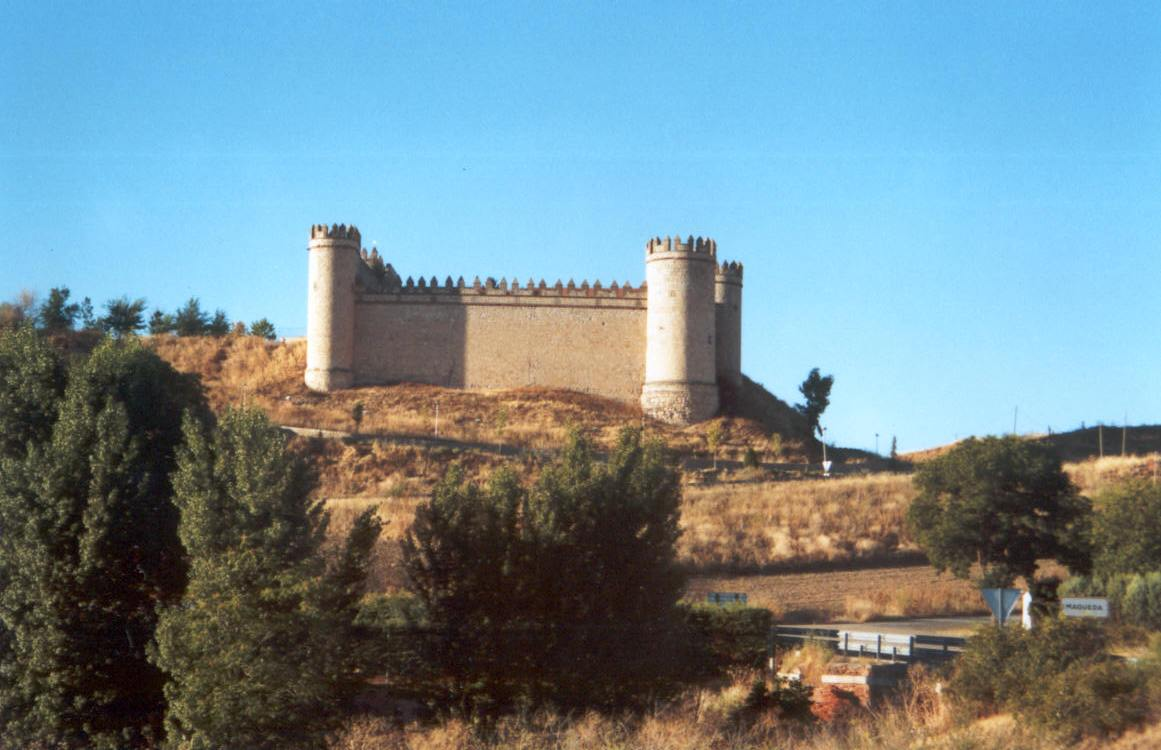
Замок Македа, построенный Гутьерре де Карденосом, который также назывался Кастильо-де-ла-Вела

Герб де ла Вилла де Македа

Герб города Нахера, провинция Ла-Риоха, откуда происходили герцоги де Македа

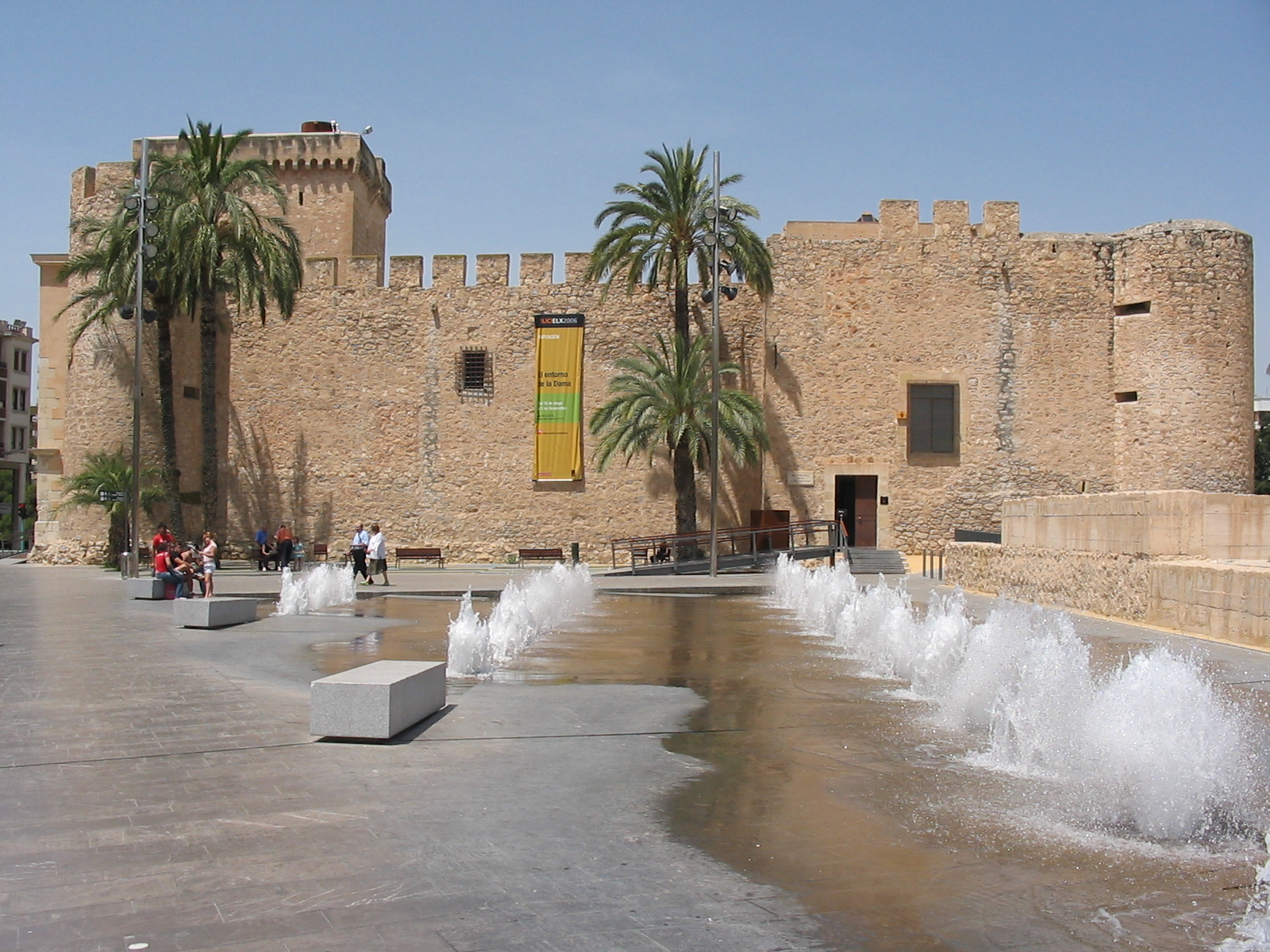
Дворец герцогов Македа и маркизов де Эльче в Эльче, провинция Аликанте, называемый дворцом Альтамира.

Герцог де Македа — испанский дворянский титул. Он был создан Карлом I в 1529 году для Диего де Карденаса и Энрикеса, 2-го сеньора де Македа, 1-го главного аделантадо королевства Гранада.
Диего Карденас и Энрикес был сыном Гутьерре де Карденаса, 7-го сеньора де Карденаса, сеньора де Македа, сеньора де Торрихос и сеньора де Эльче, и Терезы Энрикес (ок. 1450—1529), внебрачной дочери Алонсо Энрикеса, 3-го адмирала Кастилии, 2-го графа де Мельгара (ок. 1430—1485).
Название герцогского титула происходит от названия города Македа в провинции Толедо (автономное сообщество Кастилия-Ла-Манча).

## Герцоги деМакеда
|                          | Титул | Период                   |
| Креация создана Карлом I | Креация создана Карлом I | Креация создана Карлом I |
| ------------------------ | --- | ------------------------ |
| I                        | Диего де Карденас и Энрикес (ум. 1542), сын Гутиерре де Карденаса, 1-го сеньора де Македа (ум. 1503), и Терезы Энрикес | 1529-1542                |
| II                       | Бернардино де Карденас и Пачеко (ок. 1490—1560), старший сын предыдущего и Менсии Пачеко и Веласко | 1542-1560                |
| III                      | Бернардино де Карденас и Португаль (20 января 1553 — 17 октября 1601), сын Бернардино де Карденаса, 3-го маркиза де Эльче (ок. 1520—1557), и Жоаны де Браганса (1521—1588), внук предыдущего                                                                                          | 1560-1601                |
| IV                       | Хорхе де Карденас и Манрике де Лара (23 апреля 1584 — 30 октября 1644), второй сын предыдущего и Луисы Манрике де Лара, 5-й герцогини де Нахера (1558—1627) | 1601-1644                |
| V                        | Хайме Мануэль де Карденас и Манрике де Лара (1586 — 24 июля 1652), третий сын Бернардино де Карденаса и Португаля, 3-го герцога де Македа (1553—1601), и Луисы Манрике де Лары, 5-й герцогини де Нахера (1558—1627)                                                                   | 1644-1652                |
| VI                       | Франсиско Мария де Монсеррат Манрике де Карденас (ум. 30 апреля 1656), единственный сын Хайме Мануэля Манрике де Карденаса, 5-го герцога де Македы (1586—1652), и Инес Марии Манрике де Арельяно (ум. 1660)                                                                           | 1652-1656                |
| VII                      | Тереса Антония Манрике де Мендоса (ок. 1590 −17 февраля 1657), дочь Хуана Андре Уртадо де Мендосы, 5-го маркиза де Канете (ок. 1580—1639), и Марии де Карденас Манрике де Лара | 1656-1657                |
| VIII                     | Раймундо де Ланкастр и Карденас Манрике да Лара (ок. 1620 — 5 ноября 1666), старший сын Хорхе де Ланкастра, 1-го герцога Торриш-Новаш (1594—1632), и Аны Манрике де Карденас, дочери Бернардино де Карденаса, 3-го герцога Македы                                                     | 1657-1666                |
| IX                       | Мария Гуадалупе де Ланкастр и Карденас Манрике де Лара (1630 — 9 февраля 1715), старшая дочь Хорхе де Ланкастра, 1-го герцога де Торрес-Новас (1594—1632), и Аны Марии де Карденас и Манрике де Лары (ок. 1600—1660)                                                                  | 1666-1693                |
| X                        | Хоакин Понсе де Леон Ланкастр и Карденас (31 июля 1666—1729), старший сын Мануэля Понсе де Леона, 6-го герцога де Аркоса (ок. 1630—1693), Марии де Гуадалупе де Ланкастр и Карденас Манрике, 6-й герцогини де Авейро (1630—1715)                                                      | 1693-1729                |
| XI                       | Хоакин Каэтано Понсе де Леон и Спинола (ум. 1743), старший сын Хоакина Понсе де Леона и Ланкастре, 7-го герцога де Аркоса (1666—1729), и Аны Марии Франсиски Спинола де Ла Серда (1691-?)                                                                                             | 1729-1743                |
| XII                      | Мануэль Понсе де Леон и Спинола (5 мая 1720—1744), второй сын Хоакина Понсе де Леона и Ланкастре, 7-го герцога де Аркоса (1666—1729), и Аны Марии Франсиски Спинола де Ла Серда (1691-?)                                                                                              | 1743-1744                |
| XIII                     | Франсиско Понсе де Леон и Спинола (ум. 1763), третий сын Хоакина Понсе де Леона и Ланкастре, 7-го герцога де Аркоса (1666—1729), и Аны Марии Франсиски Спинола де Ла Серда (1691-?)                                                                                                   | 1744-1763                |
| XIV                      | Антонио Понсе де Леон и Спинола (1726 — 14 сентября 1780), младший сын Хоакина Понсе де Леона и Ланкастаре, 7-го герцога де Аркоса (1666—1729), и Аны Марии Франсиски Спинолы де Ла Серды (1691-?)                                                                                    | 1763-1780                |
| XV                       | Висенте Хоакин Осорио де Москосо и Гусман (17 января 1756 — 26 августа 1816), единственный сын Вентуры Осорио де Москосо и Фернандеса де Кордовы, 15-го маркиза де Асторга (1731—1776), и Марии де ла Консепсьон де Гусман Гевара и Фернандес де Кордовы (1730—1776)                  | 1780-1816                |
| XVI                      | Висенте Исабель Осорио де Москосо и Альварес де Толедо (19 ноября 1777 — 31 августа 1837), старший сын предыдущего от первого брака с Марией Игнасией Альварес де Толедо и Гонзага (1757—1795)                                                                                        | 1816-1837                |
| XVII                     | Висенте Пио Осорио де Москосо и Понсе де Леон (22 июля 1801 — 22 февраля 1864), старший сын Висенте Феррера Исабель Осорио де Москосо и Альварес де Толедо, 16-го герцога де Македа (1777—1837), и Марии дель Кармен Понсе де Леон и Карвахаль, 6-й герцогини де Монтемар (1780—1813) | 1837-1864                |
| XVIII                    | Франсиско де Асис Осорио де Москосо и де Бурбон (16 декабря 1847 — 18 января 1924), старший сын Хосе Марии Осорио де Москосо и Карвахаля, 16-го герцога де Сесса (1828—1881), и Луисы Тересы де Бурбон, инфанты Испании (1824—1900)                                                   | 1864-1924                |
| XIX                      | Франсиско де Асис Осорио де Москосо и Иордан де Уррьес (4 декабря 1874 — 5 апреля 1952), старший сын Франсиско де Асиса Осорио де Москосо и Бурбона, 17-го герцога де Сесса (1847—1924), и Марии дель Пилар Иордан де Уррьес де Руис де Арана (1852—1924)                             | 1924-1952                |
| XX                       | Мария дель Перпетуо Сокорро Осорио де Москосо и Рейносо (30 июня 1899 — 20 октября 1980), старшая дочь Франсиско де Асиса Осорио де Москосо и Иордана де Уррьеса, 19-го маркиза де Асторга (1874—1952), и Марии Долорес де Рейносо и Керальт, 12-й графини де Фуэнклара (1880—1905)   | 1952-1953                |
| XXI                      | Мария Долорес Барон и Осорио де Москосо (11 ноября 1917 — 31 октября 1989), старшая дочь Леопольдо Барона и Торреса (1890—1952) и Марии дель Перпетуо Сокорро Осорио де Москосо и Рейносо, 20-й маркизы де Асторга (1899—1980)                                                        | 1953-2003                |
| XXII                     | Луис Мария Гонзага де Казанова Карденас и Барон (24 апреля 1950), единственный сын Балтазара де Казанова-Карденаса и де Феррера (1918—2006), и Марии де лос Долорес Барон и Осорио де оскосо, 22-й герцогини де Македа (1917—1989)                                                    | 2003-2005                |
| XXIII                    | Мария дель Пилар Палома де Казанова-Карденас и Барон (род. 11 мая 1947), старшая дочь Балтазара де Казанова-Карденаса и де Феррера (1918—2006), и Марии де лос Долорес Барон и Осорио де оскосо, 22-й герцогини де Македа (1917—1989)                                                 | 2011 — настоящее время   |